# Moustafa Ben Lahbib
Moustafa Ben Lahbib est un boxeur marocain né en 1938 à Casablanca.

## Carrière
Aux Jeux olympiques d'été de 1960 à Rome, Moustafa Ben Lahbib est éliminé au premier tour dans la catégorie des poids légers par le Japonais Yasuyuki Ito.
Il remporte la médaille de bronze dans la catégorie des poids moyens aux championnats d'Afrique de boxe amateur 1962 au Caire ainsi qu'aux Jeux méditerranées de Naples en 1963.